# Ankit
Ankit (Hindi: अंकित, अङ्कित, Marathi: अंकित, Gujarati: અંકિત, bengalisch: অঙ্কিত) ist ein männlicher Vorname.

## Herkunft und Bedeutung
Der Name bedeutet in Sanskrit etwa markiert. Die weibliche Form lautet Ankita.

## Bekannte Namensträger
- Ankit Sharma (Fußballspieler) (* 1991), indischer Fußballspieler
- Ankit Sharma (Cricketspieler) (* 1991), indischer Cricketspieler
- Ankit Sharma (Leichtathlet) (* 1992), indischer Leichtathlet